# Nguyễn Thiết Hùng
Nguyễn Thiết Hùng (sinh 1940) là đại biểu Quốc hội Việt Nam khóa X. Ông thuộc đoàn đại biểu Khánh Hoà.
Tên thường gọi: Nguyễn Thiết Hùng
Ngày sinh: 10/10/1940
Giới tính: Nam
Dân tộc: Kinh
Tôn giáo: Không
Quê quán: Vĩnh Trung, TP. Nha Trang, Khánh Hoà
Trình độ chuyên môn: Phó tiến sĩ Khoa học Kỹ thuật
Nghề nghiệp, chức vụ: Phó Bí thư tỉnh uỷ, Chủ tịch UBND tỉnh Khánh Hoà, Uỷ viên Uỷ ban Kinh tế và Ngân sách của Quốc hội
Nơi làm việc: Uỷ ban nhân dân tỉnh Khánh Hoà
Nơi ứng cử: Khánh Hoà
Đại biểu Quốc hội khoá: X
Đại biểu chuyên trách: Không
Đại biểu Hội đồng Nhân dân: Không